# GO (チェッカーズのアルバム)
『GO』（ゴー）は、チェッカーズの5枚目のオリジナル・アルバム。1987年5月2日にキャニオン・レコードよりリリース。2004年3月17日にCDが再リリース。

## 解説
初の全曲メンバーオリジナルのアルバム。セルフプロデュース第1弾。
全体的にブリティッシュ・ロック色の強いアルバムに仕上がっている。
当初はタイトルの「GO」と5枚目のアルバムであることをかけて5月5日に発売予定だったが、「若年層のファンはゴールデンウィーク明けで金がないだろう」と想定して発売日を繰上げ「ゴールデンウィーク中のイベントの一つとして買って欲しい」と5月2日に変更した。
本作以降、編曲のクレジットは「THE CHECKERS FAM.」と統一された。「THE CHECKERS FAM.」の「FAM.」は「ファミリー（FAMILY）」の略で、メンバーはチェッカーズ/八木橋カンペー/アンディ檜山となっている（但し、1987年6月迄は定冠詞無しの[CHECKERS FAM.] である。）。11曲目「Mr.BOYをさがして」は、CDのみ収録されている。

## 収録曲
| 全作詞: 藤井郁弥（#9, 作詞: 高杢禎彦）、全編曲: CHECKERS FAM.。 |                                                |                                  |            |      |
| #                                                               | タイトル                                       | 作詞                             | 作曲       | 時間 |
| 1.                                                              | 「REVOLUTION 2007」                            | 藤井郁弥 （#9, 作詞: 高杢禎彦 ） | 鶴久政治   | 3:36 |
| 2.                                                              | 「YOU'RE A REPLICANT (CAMA CAMA MOO MOO)」     | 藤井郁弥 （#9, 作詞: 高杢禎彦 ） | 鶴久政治   | 4:18 |
| 3.                                                              | 「MELLOW TONIGHT」                             | 藤井郁弥 （#9, 作詞: 高杢禎彦 ） | 鶴久政治   | 4:22 |
| 4.                                                              | 「NANA」                                       | 藤井郁弥 （#9, 作詞: 高杢禎彦 ） | 藤井尚之   | 3:51 |
| 5.                                                              | 「BLUES OF IF」                                | 藤井郁弥 （#9, 作詞: 高杢禎彦 ） | 藤井尚之   | 3:23 |
| 6.                                                              | 「TOKYO CONNECTION」(ブラスアレンジ: 新田一郎) | 藤井郁弥 （#9, 作詞: 高杢禎彦 ） | 武内享     | 3:41 |
| 7.                                                              | 「I Love you, SAYONARA」                       | 藤井郁弥 （#9, 作詞: 高杢禎彦 ） | 大土井裕二 | 4:59 |
| 8.                                                              | 「MY GRADUATION」                              | 藤井郁弥 （#9, 作詞: 高杢禎彦 ） | 武内享     | 4:15 |
| 9.                                                              | 「GO INTO THE WHOLE」                          | 藤井郁弥 （#9, 作詞: 高杢禎彦 ） | 武内享     | 3:26 |
| 10.                                                             | 「QUATRE SAISONS」                             | 藤井郁弥 （#9, 作詞: 高杢禎彦 ） | 藤井尚之   | 5:49 |
| 11.                                                             | 「Mr.BOYをさがして」                           | 藤井郁弥 （#9, 作詞: 高杢禎彦 ） | 鶴久政治   | 4:23 |
| 合計時間:                                                       | 合計時間:                                      | 合計時間:                        | 46:03      |      |

### 楽曲解説
1. REVOLUTION 2007
  - ライブのオープニングを意識して作られた曲。
  - ハーモニカを吹いているのはTHE MODSの森山達也。
2. YOU'RE A REPLICANT (CAMA CAMA MOO MOO)
3. MELLOW TONIGHT
  - 鶴久がリードボーカル。
4. NANA
  - 12thシングル。初のメンバーオリジナル。
  - 2002年10月9日発売「Re Take」にてフミヤがセルフカバー。
5. BLUES OF IF
  - チェッカーズの曲の中では唯一、全編ユニゾンで歌われている曲。
6. TOKYO CONNECTION
  - 70年代のディスコを意識した曲。
  - 2002年10月9日発売「Re Take」にてフミヤがセルフカバー。
7. I Love you, SAYONARA
  - 13thシングル。冒頭部分がシングル版とは若干異なる。
8. MY GRADUATION
  - 武内曰く「チェッカーズが持つドゥーワップの要素を全て詰め込んだ曲。ドゥーワップ好きが聞いたら笑う」。
  - 間奏の台詞は「一発やらせてくれ」と迫る内容。
9. GO INTO THE WHOLE
  - 高杢がリードボーカル。
  - 間奏のサクソフォーンは「イン・ザ・ムード」からの引用。
10. QUATRE SAISONS
  - QUATRE SAISONSの意味はフランス語で「四季」。
11. Mr.BOYをさがして
  - シングル「NANA」のカップリング。※CDのみのボーナストラック